# Concerto in re per archi
Il Concerto in re per archi è una composizione di Igor' Fëdorovič Stravinskij scritta nel 1946 ed è conosciuta anche come Concerto di Basilea. Questa è la prima opera nuova di Stravinskij edita dalla casa londinese Boosey & Hawkes che, d'altronde, all'epoca aveva appena acquistato tutte le opere del musicista fino ad allora pubblicate dalla Édition russe de Musique di Parigi.

## Storia
Nel 1946 Paul Sacher, fondatore e direttore dell'Orchestra da camera di Basilea, chiese a Stravinskij di scrivere un brano in occasione del ventesimo anniversario della sua orchestra. Questa fu la prima richiesta che venne fatta dall'Europa al musicista da quando questi si era trasferito negli Stati Uniti nel 1939. Il concerto fu composto ad Hollywood fra l'inizio del 1946 e l'8 agosto dello stesso anno. La prima esecuzione avvenne a Basilea allo Stadttheater il 27 gennaio 1947 con la direzione di Paul Sacher.

## Analisi
Il Concerto in re per archi è un'opera che rientra nel periodo neoclassico di Stravinskij e si può considerare un lavoro di pura evasione, ben lontano sia dalla drammaticità della Sinfonia in tre movimenti terminata l'anno precedente, sia da altre opere neoclassiche per soli archi come l'Apollon musagète; la musica qui non ha la calma rasserenante delle melodie del balletto del 1928, anzi, nella sua vivacità, assume aspetti più spigolosi. La scrittura dell'opera è estremamente curata ed ogni passaggio è segnato con precisione in partitura. Il primo movimento, Vivace, in tempo 6/8, inizia in maniera assai allegra per avere in seguito uno sviluppo più moderato; lo stesso tema melodico iniziale si ritrova poi nel secondo movimento, Arioso-Andantino, in re bemolle maggiore, più cantabile e lirico nella melodia dei violini e dei violoncelli. Il terzo movimento, Rondò-Allegro, ritorna alla tonalità di re maggiore riprendendo la spigliatezza e la vivacità dell'inizio con un ritmo marcato, quasi di danza. Nonostante la piacevolezza della composizione, nel puro divertimento dell'opera sono presenti, come spesso accade in Stravinskij, asperità e spigolosità, soprattutto nella tensione ottenuta dall'uso del cromatismo e nell'ossessività di alcuni passaggi ritmici.

## Realizzazioni coreografiche
La musica del Concerto in re per archi è stata utilizzata più volte per realizzazioni coreografiche. La più importante è quella di Jerome Robbins intitolata The cage che fu rappresentata per la prima volta il 14 giugno 1951 al New York City Center; le scene erano di Jean Rosenthal e i costumi di Ruth Sobotka.